# Orchestra Filarmonica Slovena
L'Orchestra Filarmonica Slovena (Simfonični orkester Slovenske filharmonije) è un'orchestra slovena con sede a Lubiana. Le sue sale da concerto principali sono la Sala Marjan Kozina della Sala Filarmonica, a Lubiana, in Piazza del Congresso (Kongresni trg) e la Sala Gallus della Sala Cankar in Piazza della Repubblica (Trg republike) a Lubiana.

## Storia
Le radici dell'orchestra risalgono al 1701, alla fondazione dell'Academia Philharmonicorum, che eseguiva oratori e altre opere dell'epoca. Questa organizzazione divenne poi la Società Filarmonica (Filharmonična družba) nel 1794. Il 23 ottobre 1908, la Filharmonična Družba ufficialmente si fuse con la Glasbena matica (La Società Filarmonica) per formare la prima incarnazione della Orchestra Filarmonica Slovena, che durò dal 1908 al 1913 . Nel 1947 fu avviata la rifondazione di una nuova incarnazione dell'orchestra. La nuova versione dell'orchestra diede il suo primo concerto il 13 gennaio 1948, diretto da Salvador Bacarisse con la partecipazione del compositore Marjan Kozina, che divenne il primo amministratore dell'Orchestra Filarmonica Slovena.
L'orchestra ha impiegato un certo numero di direttori permanenti (stalni dirigenti) dalla sua rinascita nel 1948, tra cui Jakov Cipci (1948-1955), Samo Hubad (1948-1966), Bogo Leskovic (1951-1958), e Lovro von Matačić (1955-1956). Oskar Danon fu il primo direttore ad avere il titolo di direttore principale dell'orchestra, dal 1970 al 1974. Il primo direttore principale non sloveno dell'orchestra fu George Pehlivanian, dal 2005 al 2008. Dal 2013 il direttore principale attuale dell'orchestra è il canadese Keri-Lynn Wilson, primo direttore principale femminile nella storia dell'orchestra.

## Direttori principali
- Oskar Danon (1970–1974)
- Uroš Lajovic (1974–1975; come direttore principale)
- Marko Letonja (1996–2002)
- George Pehlivanian (2005–2008)
- Emmanuel Villaume (2008–2013)
- Keri-Lynn Wilson (2013–attuale)

## Direttori di coro
- Janez Bole
- Eric Ericson
- Tõnu Kaljuste
- Grete Pedersen
- Kaspars Putniņš
- Günther Theuring
- Stephen Layton